# Dhanaé Audet-Beaulieu
Dhanaé Audet-Beaulieu est un acteur et réalisateur québécois né en 1986, à Notre-Dame-des-Bois, en Estrie. Il est aussi l'un des ambassadeurs de la région de Lac-Mégantic.  

## Biographie
Dhanaé Audet-Beaulieu étudie le jeu théâtral au Cégep de Saint-Hyacinthe pendant deux ans (2003 à 2005). Il réoriente ensuite ses études vers le cinéma au Collège de Rosemont, où il se découvrira un intérêt pour la réalisation. Enfin, depuis 2017, il est diplômé de l'École Nationale de l'Humour en tant qu'humoriste.     
Il joua pour la première fois dans le film Pour toujours, les Canadiens!, à l'occasion du centenaire de l'équipe de hockey québécoise des Canadiens de Montréal. Dhanaé y incarne le personnage principal, William Lanctôt-Couture, un jeune joueur de hockey sur glace que l'on peut voir évoluer tout au long du film. On peut également le voir dans la télé-série québécoise Les Lavigueur, la vraie histoire, dans le rôle de Michel Lavigueur. Puis, de 2012 à 2014, il rejoint Lance & Compte pour la huitième et neuvième saison de cette populaire télé-série et y incarne une recrue étoile du National de Québec, Michel Brassard.  
À titre d'humoriste, il a participé aux festivals Juste Pour Rire, ComediHa, Zoofest et Minifest. On peut aussi le voir à la télé dans 2 minutes pour être drôle et dans Juste pour rire, les gags.  
Dhanaé a aussi coréalisé quelques courts-métrages ainsi que le documentaire sportif Highlining California (coréalisateur : Julien Desforges).

## Télévision
- 2019 - District 31, Jérémie Janvier
- 2018-2019 - Ruptures, Alexis
- 2012-2014 - Lance et Compte, Michel Brassard
- 2013 - Les Bobos, Camelot
- 2013 - Destinées, Cuisiner
- 2009 - La pratique des Canadiens, Animateur
- 2008 - Les Lavigueur, la vraie histoire, Michel Lavigueur

## Cinéma
- 2010 - Highlining California (coréalisateur)
- 2009 - Pour toujours les Canadiens, William

## Courts métrages
- 2011 - Le mariage de Marianne François Étienne
- 2011 - Duplex, Marco
- 2010 - Les voies intérieures, Samuel
- 2008 - Irréparable, Le Fils Mathieu
- 2008 - Carré blanc sur fond noir, Mathias
- 2007 - Les pas perdus, Ground
- 2007 - Changer d’air, Pierre-Philippe (coréalisateur et acteur)

## Théâtre

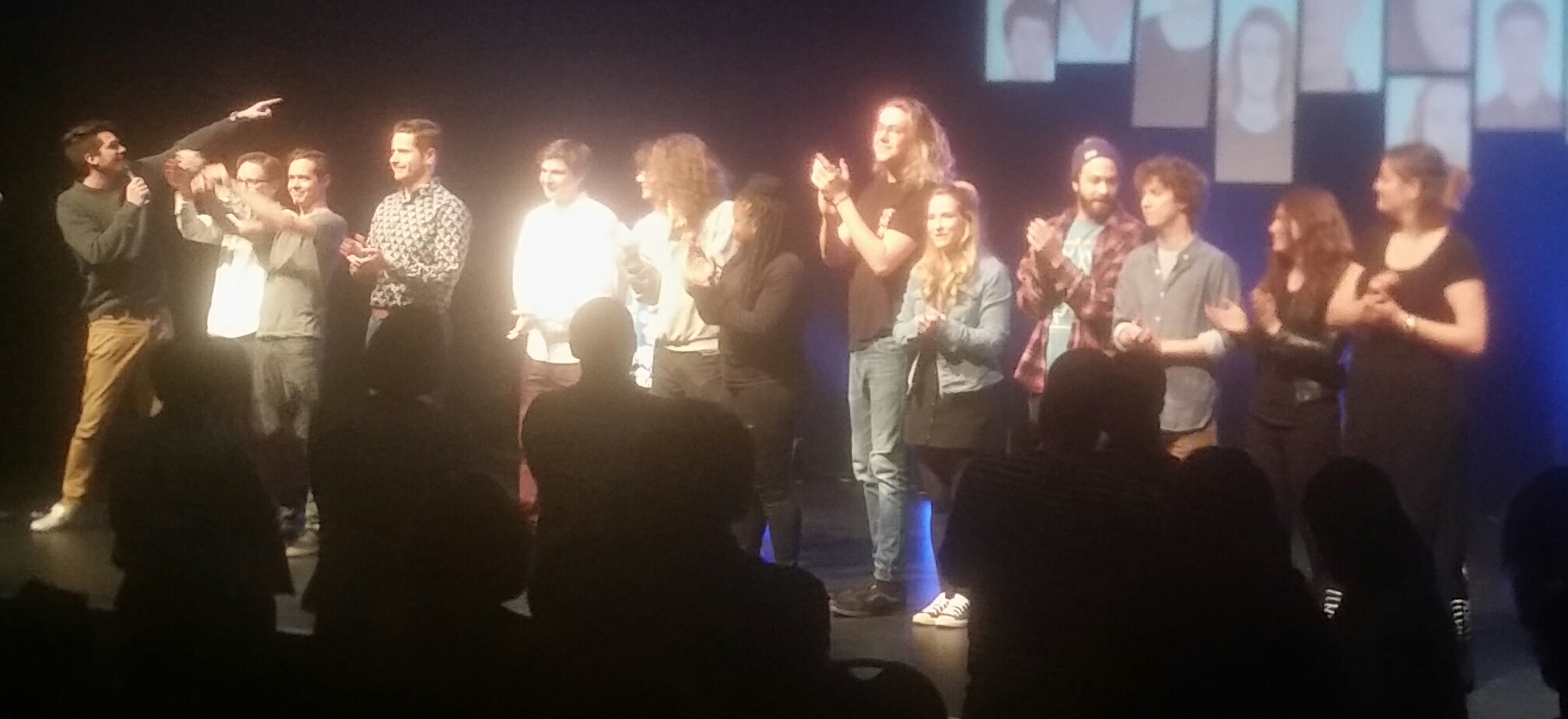
Audet-Beaulieu et ses autres humoristes en 2017.

- 2014 - Dans le Froid, François Festival Fringe[2]
- 2007 - Les messagers DO, M. All Ho